# Gustav Michahelles
Christian Gustav Michahelles (né le 28 juillet 1855 à Hambourg, mort le 29 octobre 1932 à Dresde) est un diplomate allemand.

## Biographie
Michahelles étudie le droit à l'université de Heidelberg. Après le doctorat, il intègre en 1882 le service diplomatique. En 1889, il devient consul général de Zanzibar. À cette fonction, il a critiqué le commissaire du Reich de l'Afrique orientale allemande, Hermann von Wissmann, qui officie entre 1888 et 1891 et décrit cette période comme une dictature militaire. Dans le même temps, il fait campagne pour une meilleure dotation en personnel pour les comptoirs de la Compagnie de l'Afrique orientale allemande et écrit des rapports de gestion pour le chancelier Otto von Bismarck et le secrétaire d'État impérial des Colonies auprès de Barghach ben Saïd, le sultan de Zanzibar. Il assiste au soulèvement de 1888 à 1890 de la population côtière de l'Afrique de l'Est. Il déconseille l'utilisation des Askaris locaux pour écraser le soulèvement, car selon lui, il n'y a que beaucoup de « travail d'éducation » militaire et une surveillance stricte et constante de la part des officiers allemands pour former une véritable force.
En 1892, il est nommé consul à Trieste, avant qu'il soit alors en 1893 conseiller de légation au sein de l'office des Affaires étrangères.
En 1898, il succède à Heinrich von Luxburg ambassadeur à Haïti et reste là jusqu'à son remplacement par Alfred Leopold Robert Moritz Pelldram en 1900. Ensuite à la place du Kapitän zur See Otto Zembsch, il reçoit l'accréditation comme ambassadeur du Pérou. Pendant son mandat jusqu'en 1910, il est à la fois entre 1902 et 1904 et de nouveau en 1906 ambassadeur en Bolivie.
En 1910, il succède à Emmerich von Arco-Valley, décédé le 14 juillet 1909, en tant qu'ambassadeur au Brésil. Après trois années d'activité, il devient ambassadeur en Bulgarie en 1913, tandis qu'Adolf Pauli devient le nouveau représentant au Brésil. En 1915, il négocie et signe un traité d'amitié et d'alliance avec la Bulgarie, qui précède son entrée dans la guerre avec les Empires centraux. En 1916, à la place d'Alfred von Oberndorff qui arrive en Bulgarie, il est nommé ambassadeur en Norvège et occupe ce poste jusqu'à son remplacement par Paul von Hintze en 1917.
Après la Première Guerre mondiale, il se retire du service diplomatique et entre le 30 janvier 1919 comme associé dans la maison de commerce Petersen & Co. Grâce à ses relations avec l'Amérique latine, l'entreprise peut établir des relations commerciales avec le Brésil, le Pérou et l'Équateur.

## Source, notes et références
- (de) Cet article est partiellement ou en totalité issu de l’article de Wikipédia en allemand intitulé « Gustav Michahelles » (voir la liste des auteurs).